# Johann Heinrich von Carmer
Johann Heinrich Casimir von Carmer (29. december 1721 i Kreuznach—23. maj 1801) var en tysk statsmand.
Von Carmer var fra 1750 juridisk embedsmand i Schlesien, hvor han steg til justitsminister. I 1779 udnævnte Frederik den Store von Carmer til storkansler og chef for justitsforvaltningen, hvilken stilling han hævdede også under Frederik Vilhelm II. Von Carmer har indlagt sig stor fortjeneste af reorganisationen af det preussiske retsvæsen; det var ham, der kaldte C.G. Suarez til Berlin for at tage del i det omfattende reformværk, og von Carmers energi og dygtighed skyldtes det, at arbejdet ikke led skibbrud.